# Placówka Straży Granicznej I linii „Jaszczurówka”
Placówka Straży Granicznej I linii „Jaszczurówka” – jednostka organizacyjna Straży Granicznej pełniąca służbę ochronną na granicy polsko-czechosłowackiej w okresie międzywojennym.

## Formowanie i zmiany organizacyjne
Rozporządzeniem Prezydenta Rzeczypospolitej Polskiej Ignacego Mościckiego z 22 marca 1928 roku, do ochrony północnej, zachodniej i południowej granicy państwa, a w szczególności do ich ochrony celnej, powoływano z dniem 2 kwietnia 1928 roku  Straż Graniczną.
Rozkazem nr 5 z 16 maja 1928 roku w sprawie organizacji Małopolskiego Inspektoratu Okręgowego dowódca Straży Granicznej gen. bryg. Stefan Pasławski określił strukturę organizacyjną komisariatu SG „Zakopane”. Placówka Straży Granicznej I linii „Jaszczurówka” znalazła się w jego strukturze.
---
Rozkazem nr 2 z 29 kwietnia 1936 roku  w sprawie etatu osobowego CSSG, komendant Straży Granicznej płk Jan Gorzechowski  przeniósł placówkę I linii „Hala Gąsienicowa” do Jaszczurówki.

## Służba graniczna
Sąsiednie placówki:
- placówka Straży Granicznej I linii „Kościelisko” ⇔ placówka Straży Granicznej I linii „Jurgów”− 1928[2]